# 聯合國英語日
聯合國英語日定於每年4月23日。該節日於2010年由聯合國新聞部所設立，目的是爲了「慶祝多種語言以及文化的多樣性，也提倡在聯合國的工作語言中平等的使用這六種官方語言」。日期的設定是爲了紀念莎士比亞的生辰和忌辰。

## 另見
- 英語
- 威廉·莎士比亚
- 國際母語日
- 聯合國正式語文
- 聯合國中文日、聯合國俄語日、聯合國法語日、聯合國阿拉伯語日、聯合國西班牙語日、聯合國葡萄牙語日

## 外部鏈接
- UN English Language Day （页面存档备份，存于） Official Site
- UN marks English Day as part of celebration of its six official languages （页面存档备份，存于）, United Nations News Centre, 23 April 2010